# Irrationale Zahl

Die Zahl (Pi) zählt zu den bekanntesten mathematischen Konstanten.

Die Zahl ist irrational.

In der Mathematik heißt eine reelle oder komplexe Zahl irrational, wenn sie keine rationale Zahl ist. Kennzeichen einer irrationalen Zahl ist also, dass sie nicht als Quotient zweier ganzer Zahlen darstellbar ist.
In der Dezimalschreibweise werden irrationale Zahlen mit einer nicht-periodischen unendlichen Folge von Dezimalstellen dargestellt (z. B. 0,10110111011110…), d. h., sie sind unendliche nicht-periodische Dezimalbrüche.
Wenngleich umgangssprachlich  mit dem Wort irrational etwas assoziiert wird, was gegen die „Ratio“, also gegen die Vernunft gerichtet ist, so bezieht sich hier der Begriff der irrationalen Zahl jedoch auf den Begriff „Ratio“ im Sinne eines Verhältnisses zweier Zahlen.
Bekannte irrationale Zahlen sind die Eulersche Zahl {\displaystyle {\rm {e}}} und die Kreiszahl {\displaystyle \pi }, die darüber hinaus transzendent sind. Auch die Quadratwurzel aus Zwei {\displaystyle {\sqrt {2}}} und das Teilungsverhältnis des Goldenen Schnitts sind irrationale Zahlen.

## Definition
Eine reelle Zahl heißt irrational, wenn sie nicht als Bruch zweier ganzer Zahlen dargestellt werden kann; sie kann nicht als {\displaystyle {\tfrac {p}{q}}} mit {\displaystyle p,q\in \mathbb {Z} ,\;q\neq 0} geschrieben werden.
Im Gegensatz zu rationalen Zahlen, die als endliche oder periodische Dezimalzahlen dargestellt werden können, sind irrationale Zahlen solche, deren Dezimaldarstellung weder abbricht, noch periodisch ist.
Es gibt zwei Arten von Irrationalzahlen:
- Algebraische Zahlen, etwa {\displaystyle 1+{\sqrt[{3}]{5}}} oder quadratische Wurzeln aus Nicht-Quadratzahlen wie {\displaystyle {\sqrt {2}}}
  - algebraische irrationale Zahlen, die quadratische Gleichungen lösen, nennt man quadratisch irrationale Zahlen
- Transzendente Zahlen, etwa die Kreiszahl {\displaystyle \pi =3{,}14159\ldots } oder die Eulersche Zahl {\displaystyle {\rm {e=2{,}71828\ldots }}}
  - Weil jede rationale Zahl algebraisch – um genau zu sein, algebraisch vom Grad 1 – ist, ist jede reelle transzendente Zahl irrational.

Die Menge der irrationalen Zahlen lässt sich als Differenzmenge {\displaystyle \mathbb {R} \setminus \mathbb {Q} } schreiben, wobei {\displaystyle \mathbb {R} } die Menge der reellen Zahlen und {\displaystyle \mathbb {Q} } die Menge der rationalen Zahlen bezeichnet.
In der Zahlentheorie, wo sich viele Untersuchungen in {\displaystyle \mathbb {C} }, dem Körper der komplexen Zahlen, abspielen, versteht man hingegen unter einer irrationalen Zahl nicht selten eine Zahl aus der Differenzmenge {\displaystyle \mathbb {C} \setminus \mathbb {Q} }. Insbesondere ist in diesem Sinne jede rein imaginäre Zahl - und speziell die imaginäre Einheit {\displaystyle \mathrm {i} } ! - eine irrationale Zahl.

## Entdeckung der Irrationalität
Den ersten Beweis für irrationale Größenverhältnisse gab es in der griechischen Antike im 5. Jahrhundert v. Chr. bei den Pythagoreern. Definitionen für irrationale Zahlen, die den heutigen Ansprüchen an Exaktheit genügen, finden sich bereits in den Elementen von Euklid. Übersetzungen in die heutige Sprache der Mathematik gaben zuerst Karl Weierstraß und Richard Dedekind an.
Hat man ein Quadrat mit der Seitenlänge {\displaystyle 1} und berechnet dessen Diagonale {\displaystyle d}, folgt aus dem Satz des Pythagoras {\displaystyle d^{2}=1^{2}+1^{2},} also {\displaystyle d^{2}=2}. Die positive Lösung dieser Gleichung bezeichnet man heute mit {\displaystyle {\sqrt {2}}}. Für griechische Mathematiker stellte sich die Frage, ob sich die Länge dieser Diagonalen exakt durch ein Verhältnis zweier natürlicher Zahlen {\displaystyle p} und {\displaystyle q}, also einen Bruch {\displaystyle p/q}, darstellen lässt. Schon Euklid bewies durch Widerspruch, dass dies unmöglich ist; sein Beweis wird heute noch in der Schule gelehrt. Ob die Entdeckung der Irrationalität durch Anwendung des pythagoräischen Lehrsatzes auf ein Quadrat erfolgte oder, wie Kurt von Fritz meinte, durch stetige Teilung am Pentagramm, ist unbekannt.
Die ältere wissenschaftsgeschichtliche Forschung nahm an, dass die Entdeckung der Irrationalität zu einer Grundlagenkrise der damaligen griechischen Mathematik oder der pythagoreischen Zahlenlehre führte. Man sei nämlich vorher von der Grundvoraussetzung ausgegangen, dass alles durch ganzzahlige Zahlverhältnisse ausdrückbar sei, und die Widerlegung dieser Ansicht habe das Weltbild der Pythagoreer erschüttert. Damit wurde eine antike Legende in Zusammenhang gebracht, wonach der Pythagoreer Hippasos von Metapont im 5. Jahrhundert v. Chr. durch die schriftliche Bekanntmachung dieser Entdeckung einen Geheimnisverrat begangen habe und später im Meer ertrunken sei, was als göttliche Strafe gedeutet wurde. Ein Teil der Quellen überliefert, Hippasos selbst habe die Irrationalität entdeckt. Wissenschaftshistoriker gehen heute davon aus, dass es eine solche Krise nicht gegeben hat und die Irrationalität nicht als Geheimnis betrachtet wurde. Eine mögliche Erklärung der Verratslegende ist, dass sie durch ein Missverständnis entstand, weil das griechische Eigenschaftswort, das für „irrational“ (im mathematischen Sinn) verwendet wurde, zugleich die Bedeutungen „unsagbar“ und „geheim“ hatte. Tatsache ist aber auch, dass sich die griechische Mathematik in der Zeit nach Hippasos grundlegend veränderte.

## Zahlen, deren Irrationalität bewiesen ist
- Schon der Pythagoreer Archytas von Tarent bewies die Irrationalität von {\displaystyle {\sqrt {\tfrac {m+1}{m}}}} für natürliche Zahlen {\displaystyle m}. Der Beweis für den Fall {\displaystyle m=1} ({\displaystyle {\sqrt {2}}}) ist in Euklids Elementen überliefert (Euklids Beweis der Irrationalität der Wurzel aus 2). Den Satz des Archytas verallgemeinerte Euklid selbst in seiner Musiktheorie, in der er die Irrationalität beliebiger Wurzeln {\displaystyle {\sqrt[{n}]{\tfrac {m+1}{m}}}} bewies.
- Eine weitere wichtige quadratische Irrationalität ist der Goldene Schnitt {\displaystyle \textstyle \Phi ={\frac {1+{\sqrt {5}}}{2}}}.
- Die Eulersche Zahl {\displaystyle \mathrm {e} } ist irrational. Dies wurde von Leonhard Euler 1737 bewiesen. Ihre Transzendenz wurde 1873 von Charles Hermite bewiesen.
- 1761 bewies Johann Heinrich Lambert die Irrationalität der Kreiszahl {\displaystyle \pi }, ihre Transzendenz wurde 1882 von Ferdinand von Lindemann bewiesen.
- Die nichtganzzahligen Nullstellen eines normierten Polynomes {\displaystyle x^{n}+a_{n-1}x^{n-1}+\dotsb +a_{0}} mit ganzzahligen Koeffizienten sind irrational. Insbesondere sind die Quadratwurzeln aus Nichtquadratzahlen {\displaystyle {\sqrt {2}},{\sqrt {3}},{\sqrt {5}},{\sqrt {6}},\dotsc } irrational.
- Im Jahr 1979 bewies Roger Apéry die Irrationalität der Apéry-Konstante {\displaystyle \textstyle \zeta (3)=\sum _{n=1}^{\infty }{\frac {1}{n^{3}}}}.[5]
- {\displaystyle {\rm {e^{\alpha }}}} ist für jede algebraische Zahl {\displaystyle {\alpha }\neq 0} transzendent (siehe Satz von Lindemann-Weierstraß)
- Die Transzendenz (und damit die Irrationalität) der Gelfond-Konstanten {\displaystyle {\rm {e^{\pi }}}} und die der Gelfond-Schneider-Konstanten {\displaystyle 2^{\sqrt {2}}} sowie die deren Quadratwurzel {\displaystyle {\sqrt {2}}^{\sqrt {2}}={\sqrt {2^{\sqrt {2}}}}} folgen aus dem Satz von Gelfond-Schneider.[H 2]
- Die lemniskatische Konstante {\displaystyle \varpi =2{,}622057\ldots } ist transzendent (Theodor Schneider, 1937).
- Im Jahr 1963 bewies Solomon W. Golomb die Irrationalität der Summe der Kehrwerte aller Fermat-Zahlen.[6][H 3]
- Alle liouvilleschen Zahlen sind transzendent und damit irrational.
- {\displaystyle \tan a\,} ist für jede rationale Zahl {\displaystyle a\neq 0} stets irrational, was wiederum wegen der Rationalität von {\displaystyle \tan \left({\tfrac {\pi }{4}}\right)=1} die Irrationalität von {\displaystyle \pi } nach sich zieht.[7]
  - Überdies ist nach dem Satz von Lindemann-Weierstraß {\displaystyle \tan a\,} für jede algebraische (und damit auch für jede rationale) Zahl {\displaystyle a\neq 0} transzendent.
- Bewiesen ist ebenfalls, dass {\displaystyle {\tfrac {\left(\Gamma \left({\tfrac {1}{4}}\right)\right)^{2}}{\sqrt[{4\,}]{\pi }}}} als transzendente Zahl irrational ist, während die Irrationalität von {\displaystyle \Gamma \left({\tfrac {1}{4}}\right)} fraglich ist.[8]

## Zahlen, deren Irrationalität vermutet wird
- Die Irrationalität der Zahlen {\displaystyle \pi +\mathrm {e} ,\pi -\mathrm {e} ,\pi \cdot \mathrm {e} ,\pi /\mathrm {e} } wird vermutet, ist aber noch nicht bewiesen. Man kann aber leicht sehen, dass mindestens eine von einer beliebigen Paarbildung irrational sein muss. Dies gilt allgemein für zwei beliebige transzendente Zahlen {\displaystyle a} und {\displaystyle b.}
- Für kein einziges Paar ganzer, von {\displaystyle 0} verschiedener Zahlen {\displaystyle m} und {\displaystyle n} ist bekannt, ob {\displaystyle m\cdot \pi +n\cdot \mathrm {e} } irrational ist. Bekannt ist jedoch, dass im Falle der Existenz rationaler Linearkombinationen der Wert {\displaystyle m/n} einen konstanten Wert annimmt.
- Weiterhin ist unbekannt, ob {\displaystyle 2^{\mathrm {e} }}, {\displaystyle \pi ^{\mathrm {e} }}, {\displaystyle \pi ^{\sqrt {2}}}, {\displaystyle \pi ^{\pi }}, {\displaystyle \mathrm {e} ^{\mathrm {e} }}, die Catalansche Konstante {\displaystyle G=0{,}91596\ldots } oder die Euler-Mascheroni-Konstante {\displaystyle \gamma =0{,}57721\ldots } irrational sind.

## Die Überabzählbarkeit der irrationalen Zahlen
Wie das erste Diagonalargument von Cantor zeigt, ist die Menge der rationalen Zahlen abzählbar. Es gibt also eine Folge rationaler Zahlen, die jede rationale Zahl enthält. Cantors zweites Diagonalargument beweist, dass es überabzählbar viele reelle Zahlen gibt. Das bedeutet gleichzeitig, dass es überabzählbar viele irrationale Zahlen geben muss; denn andernfalls wären die reellen Zahlen als Vereinigung zweier abzählbarer Mengen selbst abzählbar.
Cantor hat weiter gezeigt, dass auch die Menge der algebraischen Zahlen, wozu alle Wurzelausdrücke gehören, noch abzählbar ist. Darüber hinaus gilt, dass die algebraische Hülle jeder abzählbaren Teilmenge der reellen oder komplexen Zahlen (solche Mengen können insbesondere aus transzendenten Zahlen bestehen) ebenfalls abzählbar ist, also sicher nicht alle reellen Zahlen enthält.

## Irrationale Exponenten
Es gilt der Satz, dass in jedem Falle irrationale Zahlen {\displaystyle a,b\in \mathbb {R} \setminus \mathbb {Q} } existieren derart, dass {\displaystyle a^{b}\in \mathbb {Q} }, also rational ist.
Ein eleganter Beweis hierfür geht auf Dov Jarden aus dem Jahr 1953 zurück:
Seien zunächst
{\displaystyle a=b={\sqrt {2}}}
gesetzt. Die Zahl
{\displaystyle a^{b}={\sqrt {2}}^{\sqrt {2}}}
ist nach dem Satz vom ausgeschlossenen Dritten entweder rational oder irrational. Falls sie rational ist, ist die Aussage bereits gezeigt.
Ist sie indes irrational, so setzt man neu
{\displaystyle a={\sqrt {2}}^{\sqrt {2}}}
und behält
{\displaystyle b={\sqrt {2}}}
bei. Man gewinnt dann die Zahl
{\displaystyle a^{b}={({\sqrt {2}}^{\sqrt {2}})}^{\sqrt {2}}={\sqrt {2}}^{({\sqrt {2}}\cdot {\sqrt {2}})}={({\sqrt {2}})}^{2}=2}.
Und diese ist als natürliche Zahl auch rational, womit die Aussage bewiesen ist.
Kurz gesagt gilt: Ist {\displaystyle a={\sqrt {2}}^{\sqrt {2}}} nicht schon rational, so ist es {\displaystyle a^{\sqrt {2}}}.

## Hinweise
1. ↑  Für die Menge der irrationalen reellen Zahlen wird manchmal das Kürzel {\displaystyle \mathbb {I} } verwandt.
2. ↑  Dass  {\displaystyle 2^{\sqrt {2}}} transzendent ist, hat auch Carl Ludwig Siegel bewiesen.
3. ↑  Es gilt {\displaystyle \sum _{n=0}^{\infty }{\frac {1}{F_{n}}}=\sum _{n=0}^{\infty }{\frac {1}{2^{2^{n}}+1}}\approx 0{,}59606317211782167942379392586279} (Folge A051158 in OEIS).
4. ↑  Das bedeutet insbesondere, dass sich nicht alle irrationalen Zahlen „darstellen“ oder „berechnen“ lassen.
5. ↑  Dass nach dem schon erwähnten Gelfond-Schneider'schen Satz {\displaystyle {\sqrt {2}}^{\sqrt {2}}} transzendent und damit insbesondere irrational ist, spielt für diesen Beweisgedanken keine Rolle.